# آسیاب‌آبی شماره ۴ ایوانکی
آسیاب آبی شماره ۴ ایوانکی مربوط به دوره قاجار است و در شهرستان گرمسار، بخش ایوانکی، شمال غرب شهر ایوانکی، شمال پل اصلی جاده تهران، مشهد واقع شده و این اثر در تاریخ ۲۶ اسفند ۱۳۸۷ با شمارهٔ ثبت ۲۶۰۷۶ به‌عنوان یکی از آثار ملی ایران به ثبت رسیده است.